# Недобрый ветер
«Недобрый ветер» (англ. No Promises in the Wind) — исторический роман (повесть) американской писательницы Айрин Хант, опубликованный в 1970 году и рассказывающий о скитаниях двух подростков во времена Великой депрессии.
В США роман остаётся популярным на протяжении многих лет, он относится к классике юношеской литературы и нередко используется в школьном преподавании.
В русском переводе роман впервые опубликован в 1977 году и остаётся единственным (на 2022 год) произведением Хант, доступным на русском языке.

## Сюжет
Действие происходит в 1932—33 годах в США. Разгар Великой депрессии, многие потеряли работу и еле сводят концы с концами. Не исключение и семья Грондовских из Чикаго: работу потеряли отец семейства Стефан Грондовский и его старшая дочь Китти, только его жене удаётся подрабатывать в прачечной. Старший сын, 15-летний Джош, учится в школе, а по утрам разносит газеты. Больше всего он увлекается музыкой, хорошо играет на пианино и сам сочиняет музыку.
В октябре из-за несправедливых упрёков отца, который часто срывает раздражение на Джоше, тот решает уйти из дому. К нему присоединяется младший брат, 10-летний Джой, а также школьный друг Джоша Хови, который играет на банджо. Компания намеревается зарабатывать концертами на улице (к тому же у Джоя красивый голос) и сначала им это удаётся, однако при переезде из Чикаго в Небраску Хови гибнет под колёсами поезда. В Небраске братья видят пустые дома и разорённые хозяйства, а также бедняков, которым еле удаётся прокормиться. Они начинают попрошайничать, хотя Джошу и кажется это унизительным.
Однажды ребята встречают водителя грузовика Лонни, который предлагает позвезти их на юг, в Новый Орлеан. Потерявший в своё время сына, Лонни решает помочь братьям и устраивает их к своему знакомому Питу Харрису, владельцу балаганов близ Батон-Ружа. Там братья живут несколько месяцев, Джош работает зазывалой, играя популярные мелодии. Они знакомятся с лилипутом Эдвардом С. и 30-летней красавицей-клоуном Эмили, в которую Джош даже влюбляется. Расстраивает Джоша лишь то, что Эмили, которая живёт одна с тремя детьми, собирается замуж за Пита Харриса.
Из-за несчастного случая в балаганах происходит пожар, артистов распускают. Джош и Джой решают пробираться в город Омаха к Лонни, который оставил свой адрес. По дороге они теряют накопленные за время работы деньги, вновь приходится побираться. Джош заболевает и ссорится с Джоем, тот уходит. Больной Джош попадает к Лонни и живёт у него, оправляясь от болезни. Он знакомится с Дженни, племянницей Лонни. По радио они слушают речь нового президента США Франклина Рузвельта, на которого народ возлагает надежды. Через несколько недель находится и Джой, которого приютила обеспеченная семья Артуров.
Джош устраивается работать музыкантом в ресторан, их с Джоем дела идут на лад. Однако они оба чувствуют, что им пора возвращаться домой, так как родителям без них приходится тяжело. Джош обещает Дженни вернуться за ней, поскольку они полюбили друг друга. Скопив немного денег, весной братья возвращаются в Чикаго.

## Награды
- Friends of Literature Award, 1971[7]
- Charles W. Follett Award, 1971

## Русский перевод
Повесть была переведена на русский язык в 1977 году. Перевод В. Рамзеса был опубликован в журнале «Пионер» (№ 7—9, 1977) с рисунками Н. Тодорова. В том же году фрагменты повести под названием «Беглецы» были напечатаны в журнале «Костёр» (№ 6, 1977) с рисунками А. Слепкова. В 1978 году повесть вышла отдельной книгой в издательстве «Детская литература» с иллюстрациями В. Юдина.